# Ansonia (Ohio)
Pour les articles homonymes, voir Ansonia (homonymie).
Ansonia est un village américain situé dans le comté de Darke, dans l'Ohio. Selon le recensement de 2010, sa population est de 1 174 habitants.